# Uganda

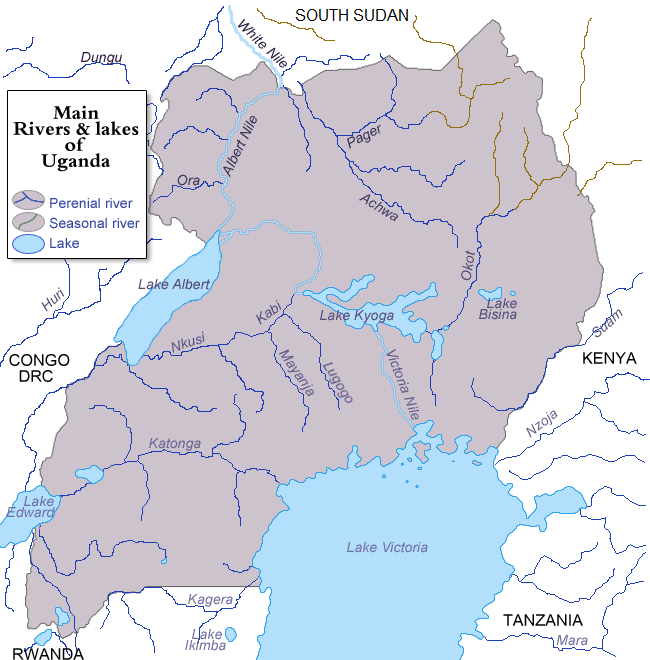
Rzeki i jeziora Ugandy

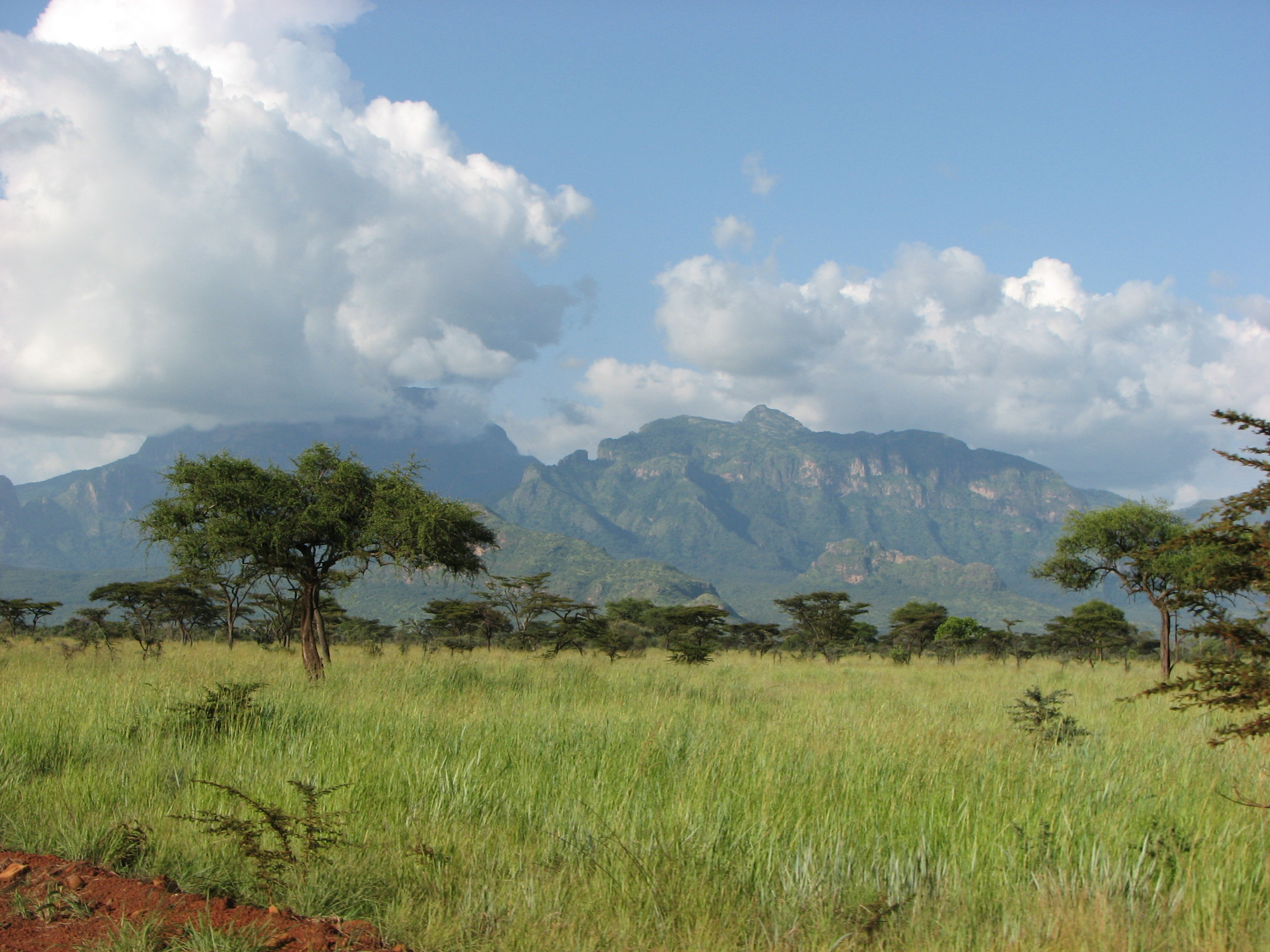
Mount Kadam, Uganda

Uganda – państwo położone we wschodniej Afryce nad Jeziorem Wiktorii, o pow. 241 tys. km². Graniczy z Sudanem Południowym, Demokratyczną Republiką Konga, Rwandą, Tanzanią i Kenią. Nazwa kraju pochodzi od plemienia Buganda, zajmującego regiony na jego południu. Tam też znajduje się stolica Ugandy, Kampala. Kraj jest słabo rozwinięty, ludność zajmuje się głównie rolnictwem i hodowlą. Nie ma dostępu do morza.

## Etymologia
Nazwa kraju pochodzi od nazwy królestwa Buganda, które obejmowało część terenów dzisiejszej Ugandy. Brytyjczycy objęli królestwo protektoratem i przyjęli tę nazwę w swoim języku.

## Historia
Na początku naszej ery część ludów zamieszkujących obecne tereny północnej Ugandy, głównie ludu Bantu, prowadziły osiadły tryb życia i zajmowały się rolnictwem. W pierwszej połowie I tysiąclecia plemiona te podporządkowali sobie zbrojnie Niloci przybyli z północy. W X-XI wieku powstało tu państwo Kitwara, którego szczyt rozwoju przypadł na wiek XIV-XV. Po rozpadzie Kitwary powstało wiele małych państw plemiennych. Najważniejszymi z plemiennych państw były królestwa Ankole, Bunjoro, Toro i Buganda. W XIX wieku Buganda objęła hegemonię w regionie. Wraz z XIX wiekiem pojawili się tu Arabowie, którzy szerzyli tu islam i arabską kulturę. Szczególny rozkwit nastąpił podczas panowania Mutesy I (1860-84). Monarcha ten przyjął islam i nawiązywał kontakty z innymi państwami (w tym z Egiptem i Zanzibarem), a także z przybyszami z Europy (głównie Brytyjczycy).
Od połowy XIX wieku zaczęli pojawiać się misjonarze. W 1888 roku rozpoczęła działalność Brytyjska Kompania Wschodnioafrykańska. W 1894 roku kompania objęła Bugandę protektoratem. Do 1909 roku obszar całego kraju objęto protektoratem a wyznaczone granice objęły wiele różnych grup językowych i kulturowych (co rzutowało i rzutuje na przemiany w Ugandzie po uzyskaniu pełnej niepodległości). Na początku XX wieku do kraju licznie przybywali Hindusi, którzy stali się gospodarczą i finansową elitą kraju. W trakcie II wojny światowej Ugandyjczycy walczyli w szeregach armii brytyjskiej.
W 1945 roku w radzie prawodawczej po raz pierwszy zasiedli Afrykanie. Po zakończeniu II wojny światowej zaczęły powstawać pierwsze afrykańskie organizacje polityczne. Zdelegalizowano je w 1949 roku za działalność antykolonialną. W 1952 roku utworzony został niepodległościowy Narodowy Kongres Ugandy, w 1955 prawicowa Partia Demokratyczna, a w 1958 Narodowy Związek Ugandy. W 1960 Narodowy Kongres Ugandy uległ przekształceniu w Ludowy Kongres Ugandy (UPC), który przyjął doktrynę lewicową.
9 października 1962 proklamowano niepodległość, a rok później ogłoszono kraj republiką. Pierwszym prezydentem kraju został Edward Mutesa, a premierem Milton Obote z UPC. Uganda początkowo była państwem federalnym, co zmieniło się w 1966 roku, gdy Obote odsunął od władzy Mutesę i zlikwidował system federalny. W 1969 roku Obote wprowadził rządy jednopartyjne oraz zapowiedział nacjonalizację przemysłu i handlu.
W 1971 roku rządy Obote zlikwidował drogą zamachu stanu samozwańczy generał Idi Amin. Obalony Obote schronił się w sąsiedniej Tanzanii. Rządy Amina szybko przerodziły się w brutalną dyktaturę. W wyniku działań dyktatora życie straciło około 300 tysięcy Ugandyjczyków. Polityka wojskowego reżimu była zmienna i pełna sprzeczności. Początkowo Amin pozostawał w przyjaznych relacjach z Wielką Brytanią, Izraelem i RPA, po czym uznał te kraje za największych przeciwników Ugandy, a za sojuszników obrał kraje arabskie. W 1972 roku wysiedlił wszystkich Hindusów, co przyczyniło się do załamania handlu. Rządy Amina doprowadziły do coraz większego chaosu i kryzysu gospodarczego. Sytuacji nie polepszały liczne konflikty z sąsiadami podsycane przez nacjonalistyczną retorykę rządu. W 1979 wybuchła wojna domowa. Wojska tanzańskie weszły do Ugandy, zajęły Kampalę i obaliły reżim Amina, który ratował się ucieczką z kraju. W wyniku wyborów w 1980 urząd ponownie objął Milton Obote. Jego rządom przypisuje się ok. 100 000 ofiar śmiertelnych.
Wkrótce w kraju wybuchła wojna domowa wywołana konfliktami plemiennymi, rywalizacją między partiami i represjami wobec przeciwników politycznych. W 1985 roku Obote został obalony w puczu, a prezydentem został Tito Okello. W 1986 roku odbył się kolejny pucz, w wyniku którego rządy objął Yoweri Museveni. Doprowadził on do względnej stabilności politycznej i gospodarczej kraju. W latach 1986–1991 nasiliła się walka pomiędzy rządem a partyzantami popierającymi Okello, Amina i Obote. Walki zakończyły się sukcesem rządu, a w 1994 roku największe zgrupowania partyzanckie wycofały się z konfliktu na mocy amnestii. W połowie lat 80. utworzona ponadto została partyzancka Armia Bożego Oporu prowadząca od 1987 roku antyrządową rebelię. Walki ze sfanatyzowanymi partyzantami trwają do dziś. Oddziały Armii Bożego Oporu wymordowały około 100 tysięcy mieszkańców Ugandy. W ostatnich latach postępuje stabilizacja kraju oraz liberalizacja polityczno-gospodarcza. W 1996 w pierwszych, od uzyskania niepodległości, wyborach prezydenckich wygrał urzędujący Yoweri Museveni. Od tamtego czasu Museveni sukcesywnie zyskuje kolejne reelekcje. W grudniu 2017 parlament usunął górny limit wieku urzędującego prezydenta, umożliwiając Museveniemu dalsze rządy.
10 października 2019 r. Simon Lokodo, ugandyjski minister ds. etyki i uczciwości ogłosił zamiar wprowadzenia ustawy o zwalczaniu homoseksualizmu. Ustawa ta przewidywałaby karę śmierci za „kwalifikowany homoseksualizm”. 24 października 2019 r. Parlament Europejski podjął rezolucję, w której została ona potępiona.
Uganda zmaga się z wieloma wyzwaniami, takimi jak, gwałtowny wzrost liczby ludności, ograniczenia infrastruktury (w tym energetycznej), korupcja, słabość instytucji demokratycznych czy naruszenia praw człowieka.

## Ustrój polityczny
Ustrój państwa to republika konstytucyjna.

### Władza wykonawcza
Obecnym prezydentem jest Yoweri Museveni. Prezydent powołuje premiera (obecnie Ruhakana Rugunda) i rząd, którego jest szefem i w skład którego wchodzi również wiceprezydent. Członkiem rządu może zostać członek Zgromadzenia Narodowego lub osoba mająca bierne prawo wyborcze do Zgromadzenia.
Obecnie prezydent wybierany jest absolutną większością głosów w głosowaniu powszechnym na 5-letnią kadencję, bez limitu kadencji. W przypadku nieuzyskania ponad 50%+1 głosu, przeprowadzana jest II tura.

### Władza ustawodawcza
Jednoizbowy parlament tworzy Zgromadzenie Narodowe, na które składa się 445 członków. Dwudziestu pięciu z nich nominowanych jest przez grupy interesów (10 – reprezentanci wojska, 5 – niepełnosprawnych, 5 – młodzieży, 5 – pracowników). Reszta wybierana jest w powszechnych, odbywających się co pięć lat wyborach. 112 mandatów przysługuje wyłącznie kobietom. 18 członków mianuje prezydent ex-officio.
Partie polityczne Ugandy były represjonowane od 1986. Mogły teoretycznie istnieć, lecz nie były w stanie dotrzeć do elektoratu poprzez środki masowego przekazu. Trwająca cały czas wojna pogłębiała przepaść między partią rządową a innymi. W 2005 po przeprowadzonym referendum konstytucyjnym został przywrócony system wielopartyjny. Następnego roku został wybrany w pośrednich wyborach prezydenckich Yoweri Museveni (przez kolegium elektorskie), pomimo sprzeciwu społeczności międzynarodowej.
Najważniejsze partie polityczne:
- Forum Sprawiedliwości (Justice Forum, JEEMA)
- Forum Zmiany Demokratycznej (Forum for Democratic Change, FDC)
- Kongres Obywateli Ugandy (Uganda People’s Congress, UPC)
- Partia Demokratyczna (Democratic Party, PD)
- Narodowy Ruch Oporu (National Resistance Movement, NRM)
- Sojusz Na Rzecz Przemiany Narodowej (Alliance for National Transformation, ANT)

### Władza sądownicza
W kraju obowiązuje zestawienie anglosaskiego systemu prawnego i prawa zwyczajowego.
Sądem najwyższej instancji jest Sąd Najwyższy Ugandy, z prezesem i co najmniej 6 sędziami.
Sędziów powołuje prezydent w porozumieniu z 8-osobową niezależną Komisją Służby Sądowniczej, a wybór zatwierdza parlament. Sędzia przechodzi w stan spoczynku z ukończeniem 70 roku życia.
Struktura sądów:
- sąd najwyższy – Supreme Court of Uganda
  - najwyższy sąd apelacyjny – Court of Appeal – pełniący również funkcję sądu konstytucyjnego (w liczbie co najmniej 5 sędziów, lub większej liczbie nieparzystej, do 15 włącznie) – rozpatruje apelacje z sądu wysokiego.
    - sąd pracy – Industrial Court – sąd oparty na prawie słuszności i arbitrażu.
    - sąd wysoki – High Court – jurysdykcja nieograniczona w zakresie wartości i powagi przestępstwa – rozpatruje apelacje z sądów grodzkich; posiada 8 wydziałów (I antykorupcyjny, II cywilny, III gospodarczy, IV kryminalny, V egzekucyjny i komorniczy, VI rodzinny, VII przestępstw międzynarodowych, VIII gruntów i nieruchomości) i 20 jednostek terenowych.
      - sądy grodzkie I stopnia – chief magistrate courts, grade I – sądom przewodniczą sędziowie I klasy, którzy muszą być wykwalifikowanymi prawnikami. Sąd obejmuje zwykle jeden dystrykt. Mają ograniczoną jurysdykcję karną, do przestępstw, których maksymalną karą nie jest kara śmierci/dożywocia. jurysdykcja cywilna jest ograniczona do spraw, w których wartość przedmiotu sprawy nie przekracza 20 mln szylingów ugandyjskich; jurysdykcja jest również ograniczona w sprawach cywilnych, których przedmiot lub przyczyna podlega wyłącznie cywilnemu prawu zwyczajowemu.
        - sądy grodzkie II stopnia – chief magistrate courts, grade II – przewodniczy im sędzia pokoju mający dyplom prawniczy. Mają ograniczoną jurysdykcję karną, cywilną i terytorialną. Mieszczą się zwykle w siedzibach okręgów, które obejmują. Ich jurysdykcję karną określa ustaw o sądach grodzkich, i obejmuje, m.in. udział w zamieszkach i bezprawnych zgromadzeniach, nadużycia urzędu, czy podstęp. W sprawach cywilnych wartość przedmiotu sprawy nie może przekraczać pół miliona szylingów ugandyjskich.

Oprócz tego funkcjonują są sądy kadi, sądy rad lokalnych, sądy rodzinne i dziecięce, oraz inne instytucje sądownicze i kwazi-sądownicze podlegające sądowi wysokiemu.

## Polityka zagraniczna
Uganda podlega jurysdykcji Międzynarodowego Trybunału Sprawiedliwości (z zastrzeżeniami) i Międzynarodowego Trybunału Karnego.
Uganda jest stroną, m.in.:
- konwencji o różnorodności biologicznej
- ramowej konwencji ONZ w sprawie zmian klimatu
- Protokołu z Kioto
- konwencji ONZ w sprawie przeciwdziałaniu pustynnieniu
- konwencji o międzynarodowym handlu dzikimi zwierzętami i roślinami gatunków zagrożonych wyginięciem
- konwencji bazylejskiej (dotycząca kontroli transgranicznego przemieszczania i usuwania odpadów niebezpiecznych)
- konwencji ONZ o prawie morza
- konwencji o rybołówstwie i ochronie zasobów żywych morza pełnego
- konwencji wiedeńskiej w sprawie ochrony warstwy ozonowej
- konwencji ramsarskiej

## Siły zbrojne
Uganda dysponuje trzema rodzajami sił zbrojnych: wojskami lądowymi, marynarką wojenną oraz siłami powietrznymi. Uzbrojenie sił lądowych Ugandy składało się w 2014 roku m.in. z: 350 opancerzonych pojazdów bojowych oraz 25 zestawów artylerii holowanej. Marynarka wojenna Ugandy dysponowała w 2014 roku ośmioma okrętami obrony przybrzeża. Ugandyjskie siły powietrzne z kolei posiadały w 2014 roku uzbrojenie w postaci m.in. 13 myśliwców, 17 samolotów transportowych, 7 samolotów szkolno-bojowych, 23 śmigłowców oraz sześciu śmigłowców szturmowych.
Wojska ugandyjskie w 2014 roku liczyły 45 tys. żołnierzy zawodowych oraz 2 tys. rezerwistów. Według rankingu Global Firepower (2014) ugandyjskie siły zbrojne stanowią 88. siłę militarną na świecie, z rocznym budżetem na cele obronne w wysokości 280 mln dolarów (USD).

## Podział administracyjny
Uganda jest podzielona na 134 dystrykty w czterech regionach (Północnym, Wschodnim, Centralnym oraz Zachodnim) i miasto stołeczne.
Dystrykty Ugandy:
- Abim, Adjumani, Agago, Alebtong, Amolatar, Amudat, Amuria, Amuru, Apac, Arua
- Budaka, Bududa, Bugiri, Bugweri, Buhweju, Buikwe, Bukedea, Bukomansimbi, Bukwo, Bulambuli, Buliisa, Bundibugyo, Bunyangabu, Bushenyi, Busia, Butaleja, Butambala, Butebo, Buvuma, Buyende
- Dokolo
- Gomba, Gulu
- Hoima
- Ibanda, Iganga, Isingiro
- Jinja
- Kaabong, Kabale, Kabarole, Kaberamaido, Kagadi, Kakumiro, Kalaki, Kalangala, Kaliro, Kalungu, Kampala*, Kamuli, Kamwenge, Kanungu, Kapchorwa, Kapelebyong, Karenga, Kasese, Kasanda, Katakwi, Kayunga, Kazo, Kibaale, Kiboga, Kibuku, Kikuube, Kiruhura, Kiryandongo, Kisoro, Kitagwenda, Kitgum, Koboko, Kole, Kotido, Kumi, Kwania, Kween, Kyankwanzi, Kyegegwa, Kyenjojo, Kyotera
- Lamwo, Lira, Luuka, Luwero, Lwengo, Lyantonde
- Madi-Okollo, Manafwa, Maracha, Masaka, Masindi, Mayuge, Mbale, Mbarara, Mitooma, Mityana, Moroto, Moyo, Mpigi, Mubende, Mukono
- Nabilatuk, Nakapiripirit, Nakaseke, Nakasongola, Namayingo, Namisindwa, Namutumba, Napak, Nebbi, Ngora, Ntoroko, Ntungamo, Nwoya
- Obongi, Omoro, Otuke, Oyam
- Pader, Pakwach, Pallisa
- Rakai, Rubanda, Rubirizi, Rukiga, Rukungiri, Rwampara
- Sembabule, Serere, Sheema, Sironko, Soroti
- Tororo
- Wakiso
- Yumbe
- Zombo

## Geografia
Kraj nie ma dostępu do morza. Granice mają łączną długość 2 729 km², w tym:
- Demokratyczną Republiką Konga 877 km
- Kenia 814 km
- Sudan Południowy 475 km
- Tanzania 391 km
- Rwanda 172 km

### Topografia
Kraj ten jest jednym z najwyżej położonych państw Afryki. 84% powierzchni kraju obejmuje północno-zachodnia część prekambryjskiej Wyżyny Wschodnioafrykańskiej.
Najniższym punktem jest Nil Biały, 614 m n.p.m. Najwyższym – Góra Stanleya, 5110 m n.p.m.

### Stosunki wodne
Rzeki w Ugandzie należą głównie do dorzecza Nilu, m.in.:
- Katonga
- Mayanja
- Kafu

Na terenie Ugandy znajduje się wiele dużych zbiorników wodnych, m.in.:
- Jezioro Wiktorii pow. 68,8 tys. km²
- Jezioro Alberta 5,6 tys. km²
- Jezioro Edwarda 2,33 tys. km²

### Klimat
Dominuje klimat równikowy; półpustynny na północnym wschodzie. Występują dwa okresy suche (grudzień-luty, czerwiec-sierpień).

### Ochrona przyrody
W Ugandzie znajdują się 32 obszary chronione, które łącznie zajmują 8% powierzchni kraju.
Wybrane parki narodowe:
- Ruwenzori (obiekt z listy dziedzictwa UNESCO)
- Kabalega
- Elgon
- Kibale
- Kidepo
- Nimule
- Bwindi (obiekt z listy dziedzictwa UNESCO)

Do największych problemów i wyzwań związanych ze środowiskiem i ekologią należą: osuszanie terenów podmokłych, deforestacja, nadmierny wypas i erozja gleb, zanieczyszczenie wód przez przemysł, kłusownictwo.

## Demografia
Ludność Ugandy jest jedną z najmłodszych i najszybciej przyrastających na świecie, z dzietnością ok. 5,54 dziecka/kobietę. Poza miastami, faktyczna dzietność przewyższa dzietność oczekiwaną przez kobiety o 1-2 dzieci. Oznacza to szeroki brak pokrycia potrzeb antykoncepcji, niewystarczające wsparcie państwowe dla planowania rodziny, i kulturowe oczekiwanie posiadania dużej rodziny.
Na duży wskaźnik umieralności wpływa duża liczba ciąży, krótki czas między nimi, oraz wczesny wiek rozpoczęcia współżycia (średnia wieku pierwszego porodu wyniosła niespełna 19 lat w 2011 roku). Z powodu nierówności społecznych, słabej edukacji i silnego patriarchatu kobiety często mają żaden lub niewielki wpływ na swoją dzietność. Śmiertelność noworodków wyniosła 32,6 zgonu na 1000 żywych urodzin.
Przyrost naturalny szacowany na 2020 rok wyniósł 3,34% i był 5. najwyższy na świecie, z liczbą urodzin 42,3/1000 mieszkańców, przy 5,3 zgonu/1000 mieszkańców. Migracja w kraju jest ujemna i wynosi ok. -3,5/1000 mieszkańców.
Gęstość zaludnienia jest nierównomierna. Najwyższa jest w południowej części kraju, szczególnie przy jeziorach Wiktorii i jez. Alberta. Najmniejsza – na północnym wschodzie. Na terenach miejskich mieszka 1/4 ludności. Urbanizacja w latach 2015–2020 postępowała w tempie 5,7% rocznie.
Uganda była krajem z dużą liczbą uchodźców i migrantów, przybywających i wybywających. W latach 70. XX wieku, pod rządami Idiego Amina, kraj opuściła duża liczba mieszkańców pochodzenia azjatyckiego. Jednocześnie wielu Ugandyjczyków migrowało z kraju (przede wszystkim do RPA i Kenii) w poszukiwaniu pracy. Między innymi z tego powodu kraj zmaga się z brakami personelu medycznego. Kraj przyjmował i przyjmuje uchodźców z krajów sąsiednich, szczególnie z Demokratycznej Republiki Konga, Sudanu Południowego i Rwandy.

### Struktura wiekowa
Społeczeństwo Ugandy jest jednym z najmłodszych na świecie – ponad 2/3 mieszkańców nie skończyło 25 roku życia. Mediana wieku w 2020 roku wyniosła 15,7 roku (mężczyźni: 14,9 roku; kobiety: 16,5 roku) – druga najniższa na świecie po Nigrze.
Szacunkowa struktura wiekowa w 2020:
- 0–14 lat: 48,21%
- 15–24 lat: 20,25%
- 25–54 lat: 26,24%
- 55–64 lat: 2,91%
- 65 lat i więcej: 2,38%

Przewaga mężczyzn nad kobietami występuje tylko w urodzeniach (1,03:1) i w grupie wiekowej do 14 roku życia (1,02:1). Średnia dla całej populacji wyniosła 0,94:1 w 2020 roku.
Średnia oczekiwana długość życia wyniosła 68,2 roku. Dla mężczyzn (66 lata) jest znacznie krótsza niż dla kobiet (70,5 roku).

### Struktura etniczna
| Grupa etniczna         | Język                       | Liczebność w tys. | Procent ludności |
| ---------------------- | --------------------------- | ----------------- | ---------------- |
| Gandowie               | Język luganda               | 8410              | 19%              |
| Hima                   | Język nyankole              | 3827              | 8,64%            |
| Soga                   | Język soga                  | 3704              | 8,37%            |
| Kiga                   | Język chiga                 | 2993              | 6,76%            |
| Teso                   | Język teso                  | 2944              | 6,65%            |
| Lango                  | Język lango                 | 2657              | 6%               |
| Masaba                 | Język masaba                | 2059              | 4,65%            |
| Aczoli                 | Język aczoli                | 1871              | 4,23%            |
| Lugbara                | Język lugbara               | 1372              | 3,1%             |
| Alur                   | Język alur                  | 1229              | 2,78%            |
| Nyoro                  | Język nyoro                 | 1209              | 2,73%            |
| Hutu                   | Język ruanda-rundi          | 1098              | 2,48%            |
| Konzo                  | Język konzo                 | 1062              | 2,4%             |
| Tooro                  | Język tooro                 | 1055              | 2,38%            |
| Luhya                  | Język saamia                | 650               | 1,47%            |
| Gudźaratowie           | Język gudźarati             | 455               | 1,03%            |
| Tutsi                  | Język ruanda-rundi          | 449               | 1%               |
| Chińczycy              | Język chiński               | 18                | 0,04%            |
| Arabowie               | Język arabski               | 15                | 0,03%            |
| Brytyjczycy i Francuzi | Język angielski i francuski | 6                 | 0,01%            |

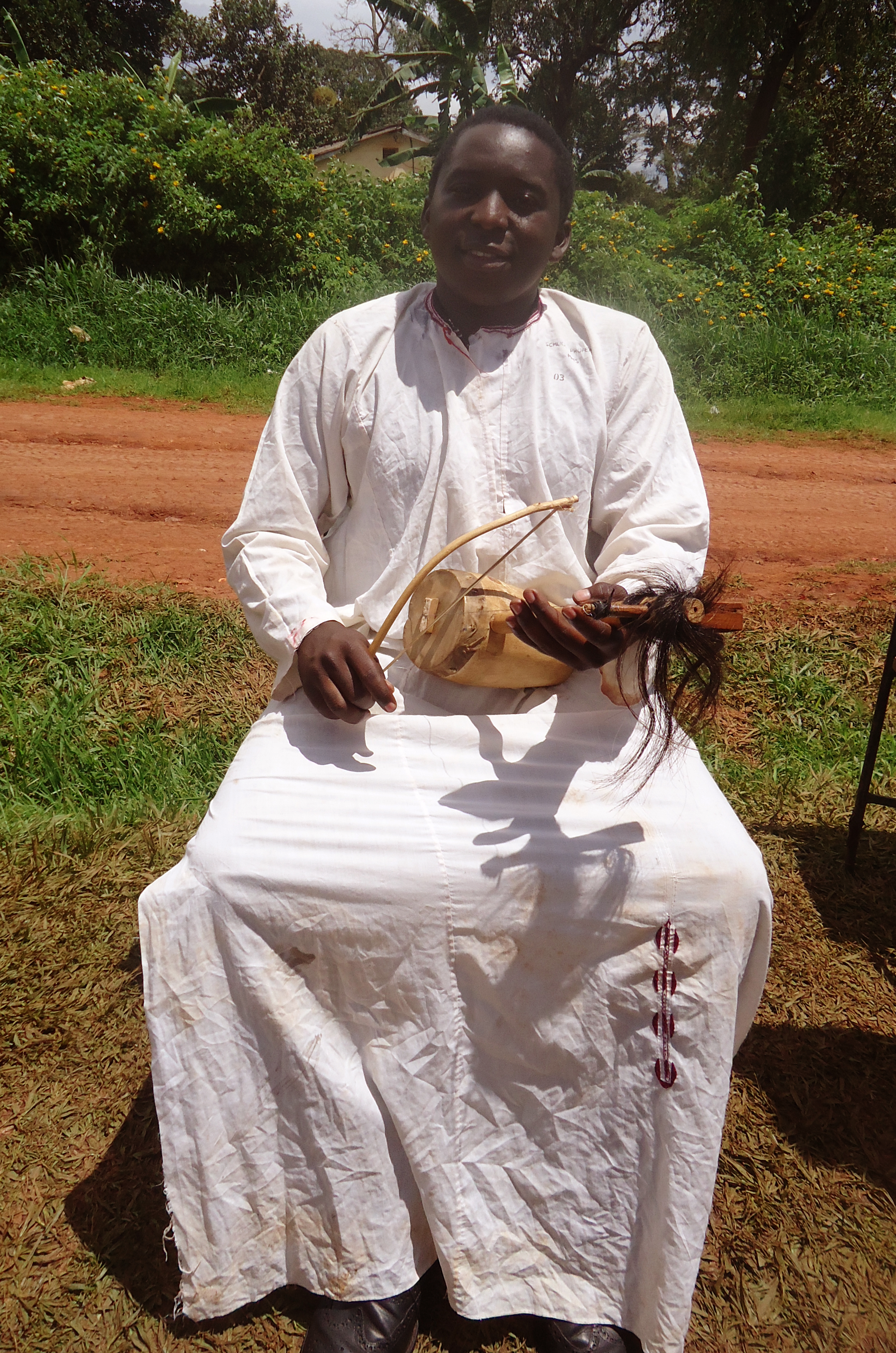
Mężczyzna z plemienia Ganda w tradycyjnym stroju.

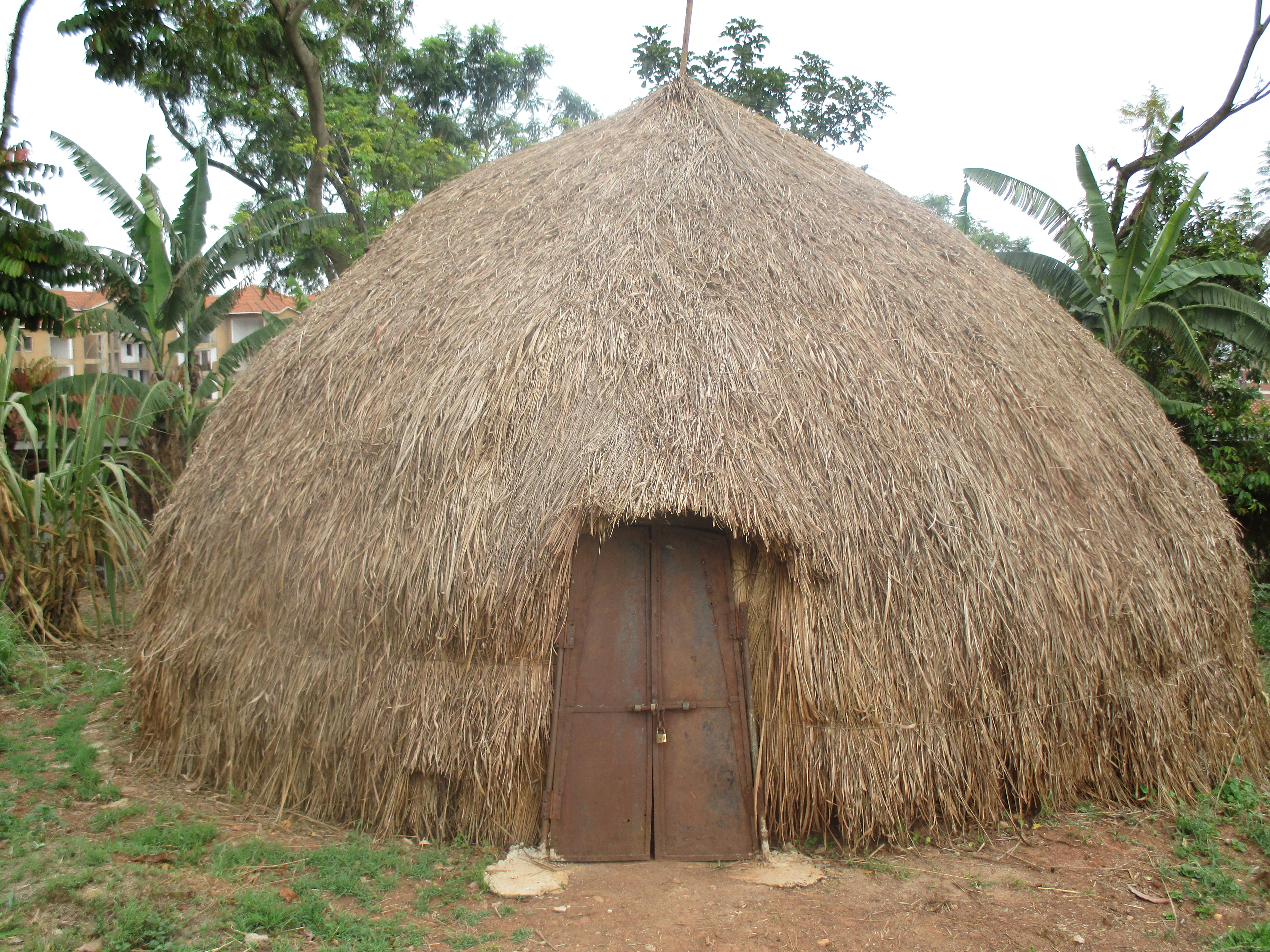
Mieszkanie typowe dla ludności Hima.

W związku ze zróżnicowaną strukturą etniczną, w kraju używa się wielu języków z różnych grup językowych. Językami urzędowymi jest angielski i swahili. Popularnym językiem w stolicy i okolicach jest lugandyjski (gandyjski).

### Wyznania religijne
Struktura religijna kraju w 2014 roku według CIA:
- protestantyzm – 45,1% (głównie: anglikanie – 32% i zielonoświątkowcy)
- katolicyzm – 39,3%
- islam – 13,7%
- inne religie – 1,6%
- brak religii – 0,2%.

## Gospodarka
PKB Ugandy w przeliczeniu na jednego mieszkańca wynosi około 1200 USD. Rozwój kraju hamuje brak podstawowej infrastruktury gospodarczej, np. elektrowni (dostępu do prądu nie ma 90% mieszkańców), dróg czy nawet źródeł czystej wody.
Bezrobocie (w przedziale 15-24 r. życia) w 2017 wynosiło 14,8%.
Wykorzystanie gruntów (szacunkowe; na rok 2011):
- rolnictwo: 71,2% (114 km² sztucznie nawadnianych)
  - grunty orne: 34,3%
  - łąki i pastwiska: 25,6%
  - uprawy wieloletnie i sady: 11,3%
- lasy: 14,5%
- pozostałe: 14,3%

Główne zasoby naturalne: miedź, kobalt, woda słodka, wapień, sól, ziemia uprawna, złoto.

## Oświata i nauka
Wydatki na edukację w 2017 wynosiły 2,6% PKB. Średni poziom alfabetyzmu wyniósł w 2018 roku 76,5% i jest znacznie wyższy u mężczyzn (83%) niż u kobiet (71%). Oczekiwana długość kształcenia wynosi 10 lat.

## Bezpieczeństwo publiczne

### Opieka zdrowotna
Infrastruktura medyczna jest słabo rozwinięta. W 2015 na 10 000 mieszkańców przypadał niespełna 1 lekarz i 5 łóżek szpitalnych. Niecałe 6% ludności (1,4 miliona) jest nosicielami HIV lub choruje na AIDS (11. największy odsetek na świecie). Rocznie umiera z tego powodu ok. 23 000 osób.
W kraju panuje bardzo wysokie ryzyko występowania chorób zakaźnych. Występuje tyfus, WZW A i E. Występuje malaria, denga i śpiączka afrykańska, wścieklizna.
Co piąty mieszkaniec Ugandy korzysta z improwizowanego lub naturalnego zbiornika jako źródła wody. Aż 4/5 mieszkańców nie ma dostępu do sanitariatów z kanalizacją lub szambem.
Co dziesiąte dziecko do 5 roku życia cierpi z niedożywienia. Ponad 5% dorosłych cierpi na otyłość (BMI > 30).

## Polonica
W latach 30. XX wieku w górach Ruwenzori odbyła się ekspedycja badawcza z Uniwersytetu Warszawskiego. Polscy naukowcy nazwali jeden ze szczytów Tatra, a jedną z przełęczy Przełęczą Bamwandżiary na cześć lokalnego tragarza o nazwisku Bamwandżiara. Było to nietypowe dla tego regionu, gdzie dotychczas nowe nazwy geograficzne odnosiły się do kolonialnych władców lub odkrywców.
W Nyabyeya koło Masindi w Ugandzie od jesieni 1942 r. do 1949 roku istniało brytyjskie osiedle dla części z 20 tysięcy Polaków (w większości dzieci) przebywających w Afryce, po pobycie na zesłaniu na Syberii i opuszczeniu terytorium ZSRR. Do dzisiaj zachował się tam kościół z 1943 r. zbudowany przez Polaków, polski cmentarz i kilka budynków mieszkalnych.
Od 2021 roku w górach Kadam wytyczane są przez Polaków nowe szlaki turystyczne znakowane na wzór szlaków PTTK, których celem jest nie tylko promocja ekoturystyki, ale też stworzenie alternatywnych miejsc pracy dla miejscowych i zatrzymanie wycinki lasu oraz kłusownictwa.
W miejscowościach Kakooge, Matugga, Munyonyo podjęły działalność franciszkańskie misje prowincji św. Antoniego z Padwy i bł. Jakuba Strzemię Zakonu Braci Mniejszych Konwentualnych w Krakowie.